# Брежнєв Андрій Вікторович
Андрі́й Ві́кторович Бре́жнєв — лейтенант МВС України.

## Життєпис
Здобув вищу освіту, працював в органах внутрішніх справ з 28 січня 2008 року, інспектор-охоронець 2-ї роти фізичної охорони, спеціальний підрозділ міліції охорони «Титан», УДСО при ГУМВС України в місті Києві.
2 жовтня 2009 року після початку робочого дня лейтенант Брежнєв з колегою — старшим лейтенантом Володимиром Ісаєм заступили на службу з охорони фізичної особи. По обіді офіцери разом з охоронюваним клієнтом прибули до київського торгівельного центру «4ROOM». При виході із торгового центру клієнта працівники міліції знаходилися ззовні — біля центрального входу в магазин, напроти них різко зупинився «Шевроле-Лачетті». З автомобіля вискочив невідомий та розпочав вести вогонь по міліціонерах.
Лейтенанти прикрили своїми тілами особу, яку охороняли. Андрій Брежнєв помер на місці, Володимир Ісай, зазнавши смертельних поранень, зробив 8 пострілів, завдав нападнику тяжких вогнепальних поранень, що надалі дало змогу його затримати.

## Нагороди
За особисту мужність і героїзм, виявлені у захисті державного суверенітету та територіальної цілісності України, вірність військовій присязі нагороджений
- орденом «За мужність» III ступеня (19.12.2014, посмертно)